# Oskar Benda (Germanist)
Oskar Benda (* 24. Mai 1886 in Rakaca; † 2. Jänner 1954 in Mödling) war ein österreichischer Germanist, Literaturwissenschafter und Pädagoge.

## Leben
Oskar Benda war ein Sohn von Ilona Benda und des Ökonomieverwalters Robert Benda. Er besuchte die Volksschule in Kolleschowitz, das Deutsche Gymnasium Smichow in Smichow und das Staatsobergymnasium in Brüx, wo er 1905 maturierte.
Benda studierte anschließend neuere deutsche Sprache und Literatur sowie englische Philologie und Philosophie, zunächst ein Semester lang an der Universität Wien, dann ab 1906 an der Karl-Ferdinands-Universität in Prag. Er promovierte 1909 bei August Sauer und Adolf Hauffen in Prag zu Theorie, Technik und Geschichte des Entwicklungsromans. Im Anschluss reiste er nach Berlin, Leipzig, München und Oxford, wo er jeweils kurzzeitig die Universitäten besuchte, sowie nach London und Paris. Im Oktober 1910 legte er in Prag die Lehramtsprüfung ab.
Nachdem er als Lehrer in den Staatsrealschulen in Prag, Triest und Aussig gearbeitet hatte, wurde Benda 1913 Lehrer am Staatsrealgymnasium Astgasse in Wien. Oskar Benda nahm ab 1915 als Freiwilliger am Ersten Weltkrieg teil. Nach dem Krieg stand er dem sozialdemokratischen Volkshochschulwesen nahe. Er gehörte 1919 zu den Gründern des Verbands deutsch-österreichischer Mittelschullehrer Wiens.
Benda wirkte von 1925 bis 1938 als Landesschulinspektor für Wien. Von 1925 bis 1934 gab er zudem die Zeitschrift Wissenschaft und Schule heraus. Benda bemühte sich um die Schulreform und eine Erneuerung der Lehrerausbildung. Ein Kennzeichen seiner wissenschaftlichen Veröffentlichungen seit den 1920er Jahren bestand darin, empirische Ergebnisse aus der Literatur-, Kultur- und Wirtschaftsgeschichte zusammenzuführen. Andauernder Bedeutung kam dabei seiner Schrift Der gegenwärtige Stand der deutschen Literaturwissenschaft aus dem Jahr 1928 zu. Sein 1931 veröffentlichtes NS-kritisches Buch Die Bildung des Dritten Reiches brachte ihm später eine Verfolgung durch die Nationalsozialisten ein.
Oskar Benda heiratete 1934 Friederike Nadermann. Der Germanist Josef Nadler verklagte ihn 1935, als ihm Benda vorgeworfen hatte, eine Rassentheorie zu vertreten. Der Gerichtsprozess endete mit einem außergerichtlichen Vergleich. In seiner Schrift Die österreichische Kulturidee in Staat und Erziehung aus dem Jahr 1936 setzte sich Benda in systematischer und neuartiger Weise mit der österreichischen Identität in Abgrenzung zu anderen deutschsprachigen Bevölkerungsgruppen auseinander. Vor 1937 war er außerdem als der österreichische Vertreter im Kulturausschuss des Völkerbunds tätig.
Nach dem „Anschluss“ Österreichs wurde Benda 1938 aus politischen Gründen aus dem Staatsdienst entlassen. Er flüchtete, um nicht in ein Konzentrationslager eingewiesen zu werden. Er erhielt anfangs überhaupt keine Bezüge mehr, später eine auf die Hälfte gekürzte Pension, und übersiedelte auf das Land.
Nach dem Zweiten Weltkrieg wurde Oskar Benda am 17. Dezember 1945 ordentlicher Professor für österreichische Literaturgeschichte und allgemeine Literaturwissenschaft an der Universität Wien. Diese Funktion übte er bis zu seinem Tod 1954 aus. Er gehörte zu den entschiedenen Befürwortern einer Entnazifizierung der Wiener Germanistik. Zu seinem Forschungsschwerpunkten zählte die Renaissance, die er neben Methodologie und österreichischer Literaturgeschichte auch lehrte. Bei ihm studierten die Germanisten Robert Mühlher und Joseph P. Strelka. Zu seinen Schülern zählte auch der Literaturwissenschafter Erwin Chvojka (* 1924). Oskar Benda gilt als einer der bedeutendsten österreichischen Germanisten.

## Schriften
- Wilhelm Waiblinger. Ein Charakterbild. In: 58. Jahresbericht der Lese- und Redehalle der deutschen Studenten zu Prag. Prag 1907, S. 5–20.
- Die Kunstform des Erziehungsromans. In: 42. Jahresbericht der deutschen Staats-Oberrealschule in Triest. Triest 1912, S. 2–51.
- Das Grundgesetz des epischen Gestaltausdrucks. In: 8. Jahresbericht der k.k. Staatsrealschule in Wien, XIII. Bezirk, Astgasse Nr. 3. Wien 1914, S. 2–27.
- Die neue Mittelschule. Ein Wort der Aufklärung an denkende Eltern. Zellmayer, Wien 1926.
- Die Lebensformen der höheren Schule. Deutscher Verlag für Jugend und Volk, Berlin 1926.
- Die Lyrik der Gegenwart. Von der Wirklichkeits- zur Ausdruckskunst. Eine Einführung. Österreichischer Bundesverlag für Unterricht, Wissenschaft und Kunst, Wien 1926.
- Der gegenwärtige Stand der deutschen Literaturwissenschaft. Eine erste Einführung in ihre Problemlage. Hölder-Pichler-Tempsky, Wien 1928.
- Deutsche Kultureinheit. In: Felix Behrend (Hrsg.): Das größere Deutschland. Deutsche Zukunft. Quelle & Meyer, Leipzig 1929.
- Das deutsche Kulturproblem. Hölder-Pichler-Tempsky, Wien/Leipzig 1929.
- Die Bildung des Dritten Reiches. Randbemerkungen zum gesellschaftsgeschichtlichen Sinnwandel des deutschen Humanismus. 2. Auflage. Deutscher Verlag für Jugend und Volk, Wien/Leipzig 1945 (Erstausgabe:  1931).
- Kulturkundliche Einleitung. In: Robert Lohan, Walther Maria Neuwirth, Viktor Trautzl (Hrsg.): Das Herz Europas. Ein österreichisches Vortragsbuch. Saturn, Wien 1935. (= Die österreichische Kulturidee in Staat und Erziehung. Saturn, Wien 1936.)
- Erziehung und Bildung in österreichischem Geist. Deutscher Verlag für Jugend und Volk, Wien/Leipzig 1936.
- Volkstum und Bildungsideal. Zum Kernproblem vaterländischer Erziehung. Deutscher Verlag für Jugend und Volk, Wien/Leipzig 1936.

## Ehrungen
- Titel Hofrat[1]

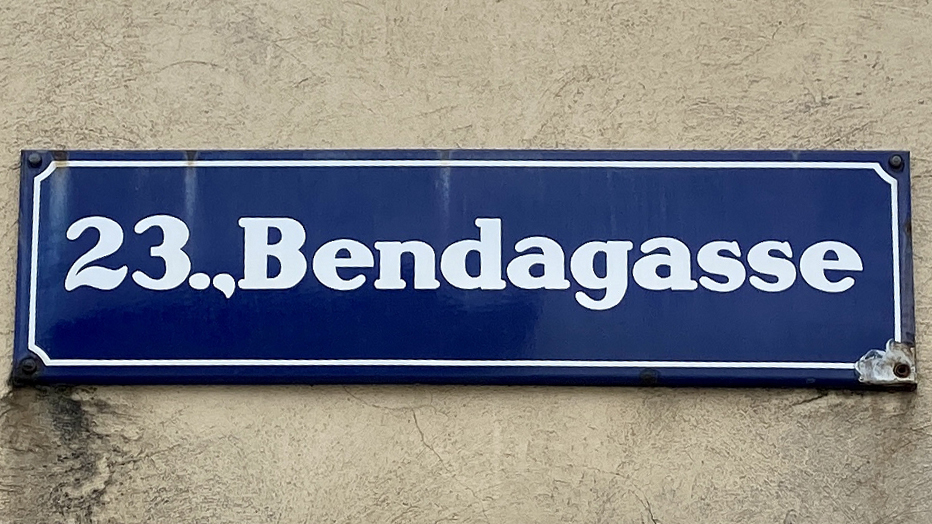
Straßenschild Bendagasse in Wien-Mauer

- Benennung der Bendagasse in Wien-Mauer (1964)[5]